# Selección de fútbol sala de Kuwait
La Selección de fútbol sala de Kuwait es el equipo que representa al país en la copa Mundial de fútbol sala de la FIFA; en el Campeonato Asiático de Futsal, en la Copa Confederaciones de Futsal y en el Campeonato de Futsal de la WAFF; y es controlado por la Federación de Fútbol de Kuwait.

## Estadísticas

### Copa Mundial de Futsal FIFA
| Copa Mundial de fútbol sala de la FIFA | Copa Mundial de fútbol sala de la FIFA | Copa Mundial de fútbol sala de la FIFA | Copa Mundial de fútbol sala de la FIFA | Copa Mundial de fútbol sala de la FIFA | Copa Mundial de fútbol sala de la FIFA | Copa Mundial de fútbol sala de la FIFA | Copa Mundial de fútbol sala de la FIFA |
| Año                                    | Ronda                                  | J                                      | G                                      | E                                      | P                                      | GF                                     | GC                                     |
| -------------------------------------- | -------------------------------------- | -------------------------------------- | -------------------------------------- | -------------------------------------- | -------------------------------------- | -------------------------------------- | -------------------------------------- |
| 1989                                   | No participó                           | No participó                           | No participó                           | No participó                           | No participó                           | No participó                           | No participó                           |
| 1992                                   | No clasificó                           | No clasificó                           | No clasificó                           | No clasificó                           | No clasificó                           | No clasificó                           | No clasificó                           |
| 1996                                   | No participó                           | No participó                           | No participó                           | No participó                           | No participó                           | No participó                           | No participó                           |
| 2000                                   | No participó                           | No participó                           | No participó                           | No participó                           | No participó                           | No participó                           | No participó                           |
| 2004                                   | No participó                           | No participó                           | No participó                           | No participó                           | No participó                           | No participó                           | No participó                           |
| 2008                                   | No participó                           | No participó                           | No participó                           | No participó                           | No participó                           | No participó                           | No participó                           |
| 2012                                   | Fase de grupos                         | 3                                      | 1                                      | 0                                      | 2                                      | 8                                      | 13                                     |
| 2016                                   | Suspendido                             | Suspendido                             | Suspendido                             | Suspendido                             | Suspendido                             | Suspendido                             | Suspendido                             |
| 2021                                   | Suspendido                             | Suspendido                             | Suspendido                             | Suspendido                             | Suspendido                             | Suspendido                             | Suspendido                             |
| 2024                                   | No clasificó                           | No clasificó                           | No clasificó                           | No clasificó                           | No clasificó                           | No clasificó                           | No clasificó                           |
| Total                                  | 1/10                                   | 3                                      | 1                                      | 0                                      | 2                                      | 8                                      | 13                                     |

### Copa Asiática de Futsal de la AFC
| Copa Asiática de Futsal de la AFC | Copa Asiática de Futsal de la AFC | Copa Asiática de Futsal de la AFC | Copa Asiática de Futsal de la AFC | Copa Asiática de Futsal de la AFC | Copa Asiática de Futsal de la AFC | Copa Asiática de Futsal de la AFC | Copa Asiática de Futsal de la AFC |
| Año                               | Ronda                             | J                                 | G                                 | E                                 | P                                 | GF                                | GC                                |
| --------------------------------- | --------------------------------- | --------------------------------- | --------------------------------- | --------------------------------- | --------------------------------- | --------------------------------- | --------------------------------- |
| 1999 – 2000                       | No participó                      | No participó                      | No participó                      | No participó                      | No participó                      | No participó                      | No participó                      |
| 2001                              | Cuartos de final                  | 5                                 | 2                                 | 0                                 | 3                                 | 14                                | 32                                |
| 2002                              | Cuartos de final                  | 5                                 | 2                                 | 1                                 | 2                                 | 26                                | 14                                |
| 2003                              | Cuarto lugar                      | 6                                 | 2                                 | 1                                 | 3                                 | 28                                | 32                                |
| 2004                              | Cuartos de final                  | 4                                 | 2                                 | 0                                 | 2                                 | 31                                | 16                                |
| 2005                              | Segunda ronda                     | 6                                 | 3                                 | 0                                 | 3                                 | 27                                | 19                                |
| 2006                              | Fase de grupos                    | 3                                 | 0                                 | 1                                 | 2                                 | 9                                 | 14                                |
| 2007                              | Fase de grupos                    | 3                                 | 1                                 | 0                                 | 2                                 | 5                                 | 14                                |
| 2008                              | Fase de grupos                    | 3                                 | 0                                 | 0                                 | 3                                 | 4                                 | 27                                |
| 2010                              | Fase de grupos                    | 3                                 | 0                                 | 0                                 | 3                                 | 5                                 | 15                                |
| 2012                              | Cuartos de final                  | 4                                 | 2                                 | 1                                 | 1                                 | 17                                | 7                                 |
| 2014                              | Cuarto lugar                      | 6                                 | 3                                 | 0                                 | 3                                 | 18                                | 15                                |
| 2016                              | Suspendido                        | Suspendido                        | Suspendido                        | Suspendido                        | Suspendido                        | Suspendido                        | Suspendido                        |
| 2018                              | Suspendido                        | Suspendido                        | Suspendido                        | Suspendido                        | Suspendido                        | Suspendido                        | Suspendido                        |
| 2022                              | Cuartos de final                  | 4                                 | 1                                 | 2                                 | 1                                 | 11                                | 9                                 |
| 2024                              | Fase de grupos                    | 3                                 | 1                                 | 1                                 | 1                                 | 5                                 | 8                                 |
| Total                             | 13/17                             | 55                                | 19                                | 7                                 | 29                                | 200                               | 220                               |

### Copa Árabe de Futsal
| Copa Árabe de Futsal | Copa Árabe de Futsal | Copa Árabe de Futsal | Copa Árabe de Futsal | Copa Árabe de Futsal | Copa Árabe de Futsal | Copa Árabe de Futsal | Copa Árabe de Futsal |
| Año                  | Ronda                | J                    | G                    | E                    | P                    | GF                   | GC                   |
| -------------------- | -------------------- | -------------------- | -------------------- | -------------------- | -------------------- | -------------------- | -------------------- |
| 1998 – 2008          | No participó         | No participó         | No participó         | No participó         | No participó         | No participó         | No participó         |
| 2021                 | Fase de grupos       | 3                    | 1                    | 1                    | 1                    | 12                   | 6                    |
| 2022                 | Semifinales          | 5                    | 2                    | 1                    | 2                    | 25                   | 16                   |
| Total                | 2/6                  | 8                    | 3                    | 2                    | 3                    | 37                   | 22                   |

### Asian Indoor and Martial Arts Games
| Asian Indoor and Martial Arts Games record | Asian Indoor and Martial Arts Games record | Asian Indoor and Martial Arts Games record | Asian Indoor and Martial Arts Games record | Asian Indoor and Martial Arts Games record | Asian Indoor and Martial Arts Games record | Asian Indoor and Martial Arts Games record | Asian Indoor and Martial Arts Games record | Asian Indoor and Martial Arts Games record |
| Año                                        | Ronda                                      | J                                          | G                                          | E                                          | P                                          | GF                                         | GC                                         | DIF                                        |
| ------------------------------------------ | ------------------------------------------ | ------------------------------------------ | ------------------------------------------ | ------------------------------------------ | ------------------------------------------ | ------------------------------------------ | ------------------------------------------ | ------------------------------------------ |
| 2005                                       | Cuartos de final                           | 2                                          | 0                                          | 0                                          | 2                                          | 0                                          | 8                                          | −8                                         |
| 2007                                       | Descalificado                              | 4                                          | 0                                          | 0                                          | 4                                          | 0                                          | 12                                         | −12                                        |
| 2009                                       | Cuartos de final                           | 3                                          | 1                                          | 0                                          | 2                                          | 9                                          | 16                                         | −7                                         |
| 2013                                       | 4º Lugar                                   | 6                                          | 4                                          | 0                                          | 2                                          | 28                                         | 21                                         | +7                                         |
| 2017                                       | No participó                               | No participó                               | No participó                               | No participó                               | No participó                               | No participó                               | No participó                               | No participó                               |
| Total                                      | 4/5                                        | 15                                         | 5                                          | 0                                          | 10                                         | 37                                         | 55                                         | −18                                        |

### West Asian Championship
| West Asian Championship record | West Asian Championship record | West Asian Championship record | West Asian Championship record | West Asian Championship record | West Asian Championship record | West Asian Championship record | West Asian Championship record | West Asian Championship record |
| Año                            | Ronda                          | J                              | G                              | E                              | P                              | GF                             | GC                             | DIF                            |
| ------------------------------ | ------------------------------ | ------------------------------ | ------------------------------ | ------------------------------ | ------------------------------ | ------------------------------ | ------------------------------ | ------------------------------ |
| 2007                           | No participó                   | No participó                   | No participó                   | No participó                   | No participó                   | No participó                   | No participó                   | No participó                   |
| 2009                           | No participó                   | No participó                   | No participó                   | No participó                   | No participó                   | No participó                   | No participó                   | No participó                   |
| 2012                           | 4º Lugar                       | 4                              | 1                              | 1                              | 2                              | 14                             | 21                             | −7                             |
| Total                          | 1/3                            | 4                              | 1                              | 1                              | 2                              | 14                             | 21                             | −7                             |

### Copa Confederaciones
| Confederations Cup record | Confederations Cup record | Confederations Cup record | Confederations Cup record | Confederations Cup record | Confederations Cup record | Confederations Cup record | Confederations Cup record | Confederations Cup record |
| Año                       | Ronda                     | J                         | G                         | E                         | P                         | GF                        | GC                        | DIF                       |
| ------------------------- | ------------------------- | ------------------------- | ------------------------- | ------------------------- | ------------------------- | ------------------------- | ------------------------- | ------------------------- |
| 2009                      | No participó              | No participó              | No participó              | No participó              | No participó              | No participó              | No participó              |                           |
| 2013                      | No participó              | No participó              | No participó              | No participó              | No participó              | No participó              | No participó              |                           |
| 2014                      | Fase de grupos            | 3                         | 0                         | 0                         | 3                         | 6                         | 15                        | −9                        |
| Total                     | 1/3                       | 3                         | 0                         | 0                         | 3                         | 6                         | 15                        | −9                        |